# Wei Boyang
Wei Boyang (em Chinês: 魏伯陽 ou 魏伯陽, wèibóyáng) foi um notável taoísta,alquimista e escritor chinês que viveu durante a Dinastia Han.
Wei Boyang é autor do famoso livro O Parentesco dos Três um documento sobre alquimia que explicava como fabricar a pólvora,  datado de 142 d.C..